# Џулијан Хаксли
Џулијан Хаксли (енгл. Julian Huxley; 3. август 1979) бивши је аустралијски рагбиста.У млађим категоријама играо је за Линфилд. 2003., био је најбољи играч Редса, а следећу годину је провео на Новом Зеланду играјући за Нортленд РФК. Прошао је млађе селекције Аустралије, а за Валабисе је дебитовао 2007. У супер рагбију играо је за Брамбисе, Редсе и Ребелсе. 4. марта 2008. због тумора мозга привремено је престао да игра рагби до марта 2010. када се херојски вратио на терен никада спремнији. Био је део репрезентације Аустралије на светском купу 2007., одржаном у Француској. Каријеру је завршио у француском друголигашу Нарбону. 